# 10 novembre dans les chemins de fer
10 octobre 10 décembre
Chronologies thématiques
- Croisades
- Sports
- Disney

Cette page concerne les événements qui se sont déroulés un 10 novembre dans les chemins de fer.

## Événements

### XIXesiècle
- 1837. Cuba : Inauguration de la ligne La Havane-Güines, première ligne de chemin de fer à Cuba et dans l'empire espagnol.
- 1864. France : Ouverture de la Ligne Épinal - Remiremont.

### XXesiècle
- x

### XXIesiècle
- 2015.  Éthiopie :   mise en service de la seconde ligne du métro léger d'Addis-Abeba[1].

## Naissances
- x

## Décès
- 1898. Royaume-Uni : Sir John Fowler à Bournemouth, Dorset.